# Actia brevis
Actia brevis là một loài ruồi trong họ Tachinidae.